# Voeltzkowia
Voeltzkowia – rodzaj jaszczurek z podrodziny Scincinae w rodzinie scynkowatych (Scincidae).

## Zasięg występowania
Rodzaj obejmuje gatunki występujące endemicznie na Madagaskarze. 

## Systematyka

### Etymologia
- Voeltzkowia: Alfred Voeltzkow (1860–1946), niemiecki zoolog i botanik[1].
- Sirenoscincus: łac. siren „syrena”, od gr. σειρην seirēn „syrena”; łac. scincus „scynk”, od gr. σκιγκος skinkos lub σκιγγος skingos „rodzaj jaszczurki, scynk”[4]. Gatunek typowy: Sirenoscincus yamagishii Sakata & Hikida, 2003.

### Podział systematyczny
Do rodzaju należą następujące gatunki: 
- Voeltzkowia mira
- Voeltzkowia mobydick
- Voeltzkowia yamagishii